# Ivan Žigeranović
Ivan Žigeranović (cyr. Иван Жигерановић; ur. 14 sierpnia 1984) – serbski koszykarz grający na pozycji środkowego, obecnie zawodnik Falco KC Szombathely.

## Osiągnięcia
Stan na 15 sierpnia 2018, na podstawie, o ile nie zaznaczono inaczej.
- Mistrz Polski (2014)
- Wicemistrz:
  - Ligi Adriatyckiej (2007)
  - Polski (2011, 2013)
- Zdobywca:
  - pucharu Serbii (2007)
  - superpucharu Polski (2014)
- Półfinał ULEB Cup (2007)

## Statystyki podczas występów w PLK
| Sezon     | Drużyna         | M  | S5 | MPG  | FG% | 3P% | FT% | RPG | APG | SPG | BPG | PPG |
| --------- | --------------- | -- | -- | ---- | --- | --- | --- | --- | --- | --- | --- | --- |
| 2010/2011 | Turów Zgorzelec | 34 | 12 | 12,5 | 52% | 0%  | 62% | 3,0 | 0,2 | 0,4 | 0,4 | 5,9 |